# Kiyotake Koki
Koki Kiyotake (清武 功暉 Kiyotake Koki, sinh ngày 20 tháng 3 năm 1991) là một cầu thủ bóng đá người Nhật Bản.
Anh trai của anh, Hiroshi, cũng là một cầu thủ bóng đá.

## Thống kê câu lạc bộ
Cập nhật đến ngày 10 tháng 12 năm 2017.
| Thành tích câu lạc bộ | Thành tích câu lạc bộ | Thành tích câu lạc bộ | Giải vô địch | Giải vô địch | Cúp                   | Cúp                   | Cúp Liên đoàn | Cúp Liên đoàn | Tổng cộng | Tổng cộng |
| Mùa giải              | Câu lạc bộ            | Giải vô địch          | Số trận      | Bàn thắng    | Số trận               | Bàn thắng             | Số trận       | Bàn thắng     | Số trận   | Bàn thắng |
| Nhật Bản              | Nhật Bản              | Nhật Bản              | Giải vô địch | Giải vô địch | Cúp Hoàng đế Nhật Bản | Cúp Hoàng đế Nhật Bản | J. League Cup | J. League Cup | Tổng cộng | Tổng cộng |
| --------------------- | --------------------- | --------------------- | ------------ | ------------ | --------------------- | --------------------- | ------------- | ------------- | --------- | --------- |
| 2012                  | Sagan Tosu            | J1 League             | 2            | 0            | –                     | –                     | 1             | 0             | 3         | 0         |
| 2013                  | Sagan Tosu            | J1 League             | 10           | 0            | 0                     | 0                     | 4             | 0             | 14        | 0         |
| 2014                  | Sagan Tosu            | J1 League             | 2            | 0            | 0                     | 0                     | 3             | 1             | 5         | 1         |
| 2015                  | Sagan Tosu            | J1 League             | 0            | 0            | –                     | –                     | 2             | 0             | 2         | 0         |
| 2015                  | Roasso Kumamoto       | J2 League             | 19           | 7            | 3                     | 0                     | –             | –             | 22        | 7         |
| 2016                  | Roasso Kumamoto       | J2 League             | 37           | 12           | 2                     | 0                     | –             | –             | 39        | 12        |
| 2017                  | JEF United Chiba      | J2 League             | 40           | 11           | 2                     | 1                     | –             | –             | 42        | 12        |
| Tổng                  | Tổng                  | Tổng                  | 110          | 30           | 7                     | 1                     | 10            | 1             | 127       | 32        |